# Projet d'intérêt général
Ne doit pas être confondu avec Déclaration d'intérêt général.
En France, un projet d'intérêt général (PIG) est, dans le domaine de l'aménagement du territoire, un projet d’ouvrage, de travaux ou de protection, jugé d'utilité publique. Le PIG est institué par un décret de 1983 et est régi par les articles L. 102-1 à L. 102-3 du code de l'urbanisme.
Peut constituer un PIG, « tout projet d’ouvrage, de travaux ou de protection présentant un caractère d’utilité publique […] destiné à la réalisation d’une opération d’aménagement ou d’équipement, au fonctionnement d’un service public, à l’accueil et au logement des personnes défavorisées ou de ressources modestes, à la protection du patrimoine naturel ou culturel, à la prévention des risques, à la mise en valeur des ressources naturelles ou à l’aménagement agricole et rural (…) ».

## Objectif, utilité
Un PIG vise par exemple :
- à réaliser un aménagement ou équipement utile ou nécessaire au fonctionnement d'un service public ou à l'intérêt général (par exemple dans le domaine du social pour l'accueil ou logement de personnes vulnérables) ;
- à protéger un patrimoine (patrimoine naturel ou patrimoine culturel) ;
- à prévenir des risques (risques naturels, risques industriels..) ;
- à mettre en valeur des ressources naturelles ;
- à faciliter l'agriculture ;
- à préserver des continuités écologiques (dans le projet de loi Grenelle II).

## Valeur légale
À la différence d'une directive territoriale d'aménagement (DTA), le PIG est opposable aux tiers. C'est une règle forte d'urbanisme élaborée par l'État, transmise par le Premier ministre ou par le préfet, aux autorités locales subordonnées (conseil régional, mairies ou conseil départementale) pour la mise en place d'une infrastructure nécessaire de nature d'intérêt général.
Il peut parfois s'agir de permettre l'application de contrat Public-Privé (PPP) comme dans le cas de la Convention de 1987, signée entre l'État et l'entreprise Disney World.
Il peut donner à l'État ou à un porteur de « projet reconnu d'intérêt général » un droit d'exproprier pour les besoins du projet. En France, certaines opérations sont qualifiées « d'intérêt national ».

## Depuis le Grenelle de l'environnement

### Dans le projet de loiGrenelle II[3]
Un article (projet d'art 7) visait à faire définir par la loi et non plus par un règlement « ce qui peut être qualifié de projet d’intérêt général » (PIG). 
Cet article voulait faire considérer comme d'intérêt général les mesures nécessaires à la mise en œuvre des directives territoriales d’aménagement et de développement durable, tout en permettant les projets d’ouvrage, de travaux et de protection antérieurement prévus par les dispositions de l’article R. 121-3 de l'ancien code de l'urbanisme.

### La loi adoptée
- La loi Grenelle II adoptée en 2010 a effectivement transformé les DTA en DTADD. 
Ces dernières restent  explicitement non-opposable aux tiers, mais la loi précise[4] que dans le cadre de ces DTADD, certains projets, dans un délai de 12 ans après adoption de la DTADD et après consultation des collectivités concernées pourront être qualifiées en PIG par l'autorité administrative et ainsi devenir opposable aux tiers.
- L'article 15 de la loi[5] précise que « L’autorité administrative peut qualifier de projet d'intérêt général les mesures nécessaires à la mise en œuvre des directives territoriales d'aménagement et de développement durables dans les conditions fixées à l’article L. 113-4 », de même que « tout projet d’ouvrage, de travaux ou de protection présentant un caractère d’utilité publique et répondant aux deux conditions suivantes »:

« « 1° Être destiné à la réalisation d’une opération d’aménagement ou d’équipement, au fonctionnement d’un service public, à l’accueil et au logement des personnes défavorisées ou de ressources modestes, à la protection du patrimoine naturel ou culturel, à la prévention des risques, à la mise en valeur des ressources naturelles, à l’aménagement agricole et rural ou à la préservation ou à la remise en bon état des continuités écologiques »
« « 2° Avoir fait l'objet :
« a) Soit d'une délibération ou d'une décision d'une personne ayant la capacité d’exproprier, arrêtant le principe et les conditions de réalisation du projet, et mise à la disposition du public ; 
« b) Soit d’une inscription dans un des documents de planification prévus par les lois et règlements, approuvée par l’autorité compétente et ayant fait l’objet d’une publication.
« Les projets relevant de l’initiative des communes ou de leurs groupements compétents pour élaborer un document d’urbanisme ou des communes membres de ces groupements ne peuvent être qualifiés de projets d’intérêt général pour l’application de l’article L. 121-2. » »

## Procédure
Il peut émaner d'un document règlementaire de planification approuvé par les autorités compétentes, ou de l'État, région, département, communauté de communes, commune, établissement public et d’une manière générale tout organisme ayant la faculté d'exproprier. Il doit être publié (et à disposition du public) et avoir fait l’objet d’un arrêté préfectoral (précisant les incidences du projet). Dès lors que le projet est qualifié d’intérêt général par l’arrêté préfectoral, les documents d’urbanisme devront le prendre en considération, par une simple « prise en compte ». Un « porter à connaissance » de l’arrêté préfectoral aux communes ou structures intercommunales les informe qu’elles devront le prendre en considération dans leurs documents d’urbanisme (PLU, SCOT). Il doit ainsi avoir fait l'objet d'une délibération ou d’une inscription dans un des documents règlementaires de planification. Il est caduc après trois ans mais peut être renouvelé. S'il entraîne pas de révision d'un document d’urbanisme, il ne nécessite pas d'enquête publique.

## Conséquences
Il s’impose aux documents d’urbanisme en cours d’élaboration ou à venir (SCOT, PLU…), mais non aux documents existants sauf si le préfet a demandé et obtenu leur révision (s’il la juge nécessaire pour la bonne réalisation du PIG).

### Prise en compte dans l’élaboration des documents d’urbanisme
- Pour une commune non couverte par un SCOT : le PLU ne sera exécutoire, qu’un mois après la transmission au préfet (art. L. 123-12). Le préfet pendant ce délai pourra mettre en demeure la commune ou l’EPCI de modifier les dispositions du PLU contraires au PIG.
- Pour une commune couverte par un SCOT : depuis 2010, le préfet peut s’opposer à l’entrée en vigueur du SCOT[8],[9].

### Prise en compte d’un nouveau PIG après approbation du document d’urbanisme
Sous peine de voir leurs dispositions modifiées par le préfet, les communes ou leurs groupements modifieront leur PLU ou SCOT.
- Pour une commune couverte par un PLU : Si le PLU contient des dispositions contraires au nouveau PIG, le préfet pourra mettre en demeure la commune ou l’EPCI de modifier (art. L. 123-14), disposant d’un mois pour répondre.
- Pour une commune couverte par un SCOT : La loi n° 2010-788 du 12 juillet 2010 portant Engagement National pour l'Environnement (dite « Grenelle II ») crée l’article L. 122-15-1[10] qui prévoit de nouveau cette compétence attribuée au préfet[9].

### Contrôle par le juge
La décision de qualification de PIG est susceptible d’un recours devant le juge administratif.
Le juge exercera un contrôle classique tiré de sa jurisprudence CE 1971 Villenouvelle Est, avec la théorie du Bilan cout/avantage. Le juge vérifiera donc que les inconvénients ne dépassent pas les avantages du projet.